# Stazione di Padova
Stazione di Padova vasútállomás Olaszországban, Veneto régióban, Padova településen.

## Vasútvonalak
Az állomást az alábbi vasútvonalak érintik:
- Milánó–Velence-vasútvonal
- Padova-Bassano-vasútvonal
- Padova–Bologna-vasútvonal
- Padova-Padova Interporto-vasútvonal

## Kapcsolódó állomások
A vasútállomáshoz az alábbi állomások vannak a legközelebb: 
- Stazione di Ponte di Brenta
- Stazione di Mestrino
- Stazione di Vigodarzere (Stazione di Bassano del Grappa, Padova-Bassano-vasútvonal)
- Stazione di Padova Campo Marte